# Classe Austin
La classe Austin sont des Landing Platform Dock selon la liste des codes des immatriculations des navires de l'US Navy, commissionnés de 1965 à 1971. Dotés d'un large pont d'envol et d'un radier, ils sont conçus pour déployer des forces terrestres sur des rives ennemies. À bord de ces navires il y  a un escadron de 6 hélicoptères qui a comme mission le transport de troupes et de l'équipement et des embarcations de débarquement (1 hydroglisseur LCAC ou 1 LCU ou 4 LCM-8 ou 9 LCM-6 ou 24 véhicules amphibies AAV). Différentes sources considèrent l'USS Cleveland et l'USS Trenton comme appartenant à la classe Austin, bien que le Naval Vessel Registry (en) les listent comme appartenant à des classes différentes. La classe Austin remplace les Landing Platform Dock de classe Raleigh.

## Navires
| Navire         | Numéro de coque | Chantier naval          | Entrée en service– Retrait du service | Port d'attache                | Page NVR | Destin                                                                            |
| -------------- | --------------- | ----------------------- | ------------------------------------- | ----------------------------- | -------- | --------------------------------------------------------------------------------- |
| Austin         | LPD-4           | New York Naval Shipyard | 1965–2006                             | Base navale de Norfolk        | LPD04    | Démoli au Texas en 2010.                                                          |
| Ogden          | LPD-5           | New York Naval Shipyard | 1965–2007                             | Base navale de San Diego      | LPD05    | A servi de cible et coulé le 10 juillet 2014.                                     |
| Duluth         | LPD-6           | New York Naval Shipyard | 1965–2005                             | Base navale de San Diego      | LPD06    | Démoli au Texas en 2014                                                           |
| Cleveland      | LPD-7           | Ingalls Shipbuilding    | 1967–2011                             | Base navale de San Diego      | LPD07    | Navire de réserve                                                                 |
| Dubuque        | LPD-8           | Ingalls Shipbuilding    | 1967–2011                             | Base navale de Sasebo (Japon) | LPD08    | Navire de réserve                                                                 |
| Denver         | LPD-9           | Lockheed Shipbuilding   | 1968–2014                             | Base navale de Sasebo         | LPD09    | Navire de réserve                                                                 |
| Juneau         | LPD-10          | Lockheed Shipbuilding   | 1969–2008                             | Base navale de Sasebo         | LPD10    | Navire de réserve                                                                 |
| Coronado       | LPD-11/ AGF-11  | Lockheed Shipbuilding   | 1970–2005                             | Base navale de San Diego      | AGF11    | A servi de cible et coulé le 12 septembre 2012.                                   |
| Shreveport     | LPD-12          | Lockheed Shipbuilding   | 1970–2007                             | Base navale de Norfolk        | LPD12    | Navire de réserve                                                                 |
| Nashville      | LPD-13          | Lockheed Shipbuilding   | 1970–2009                             | Base navale de Norfolk        | LPD13    | Navire de réserve                                                                 |
| Trenton        | LPD-14          | Lockheed Shipbuilding   | 1971–2007                             | Base navale de Norfolk        | LPD14    | En service dans la marine indienne sous le nom de INS Jalashwa (L41) depuis 2007. |
| Ponce          | LPD-15          | Lockheed Shipbuilding   | 1971–2017                             | Base navale de Norfolk        | LPD15    | Navire de réserve                                                                 |
| USS ? (LPD-16) | LPD-16          |                         | Annulé                                |                               |          |                                                                                   |

## Galerie de photos

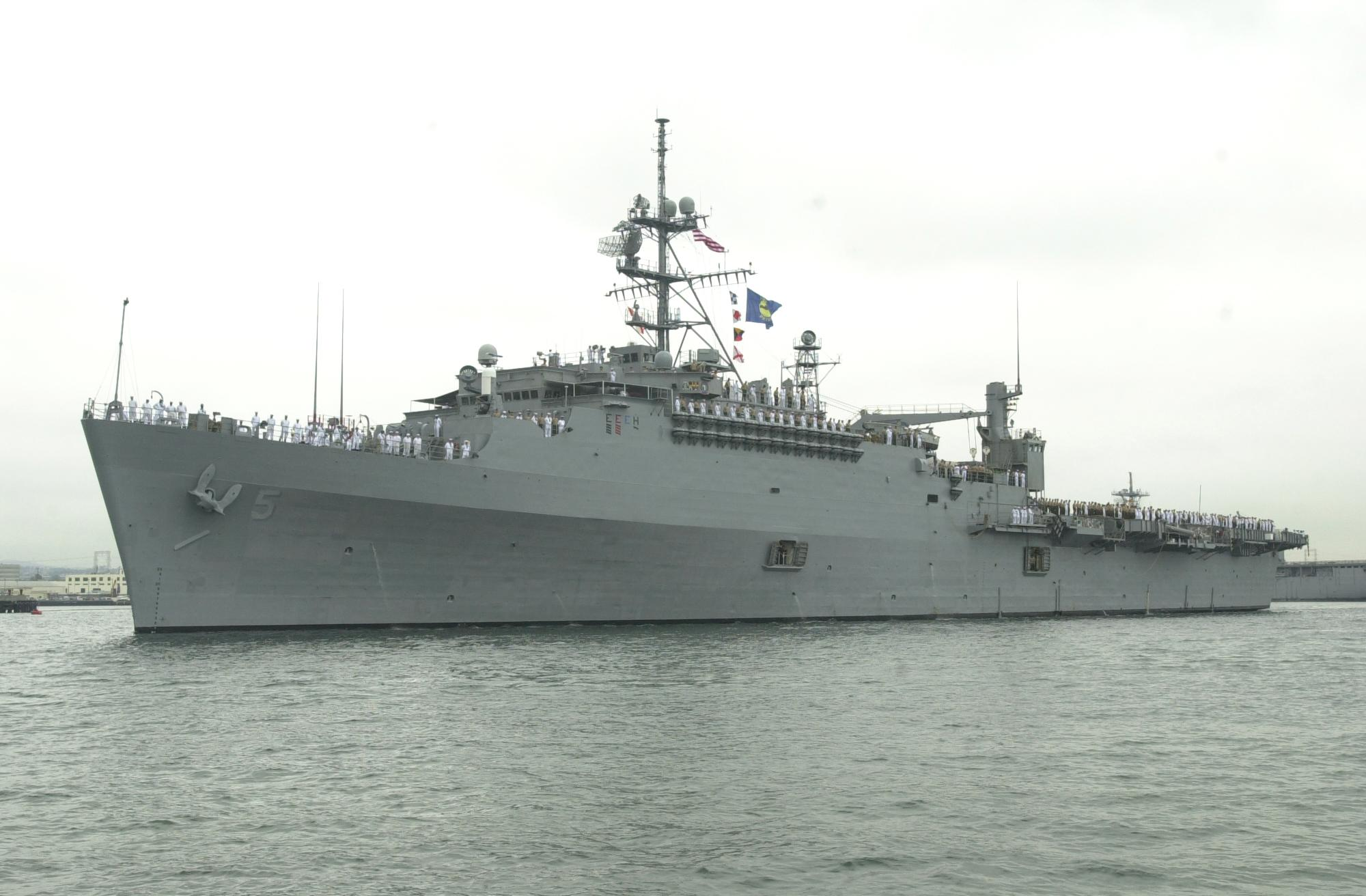
L'USS Ogden quitte San Diego (22 août 2003).
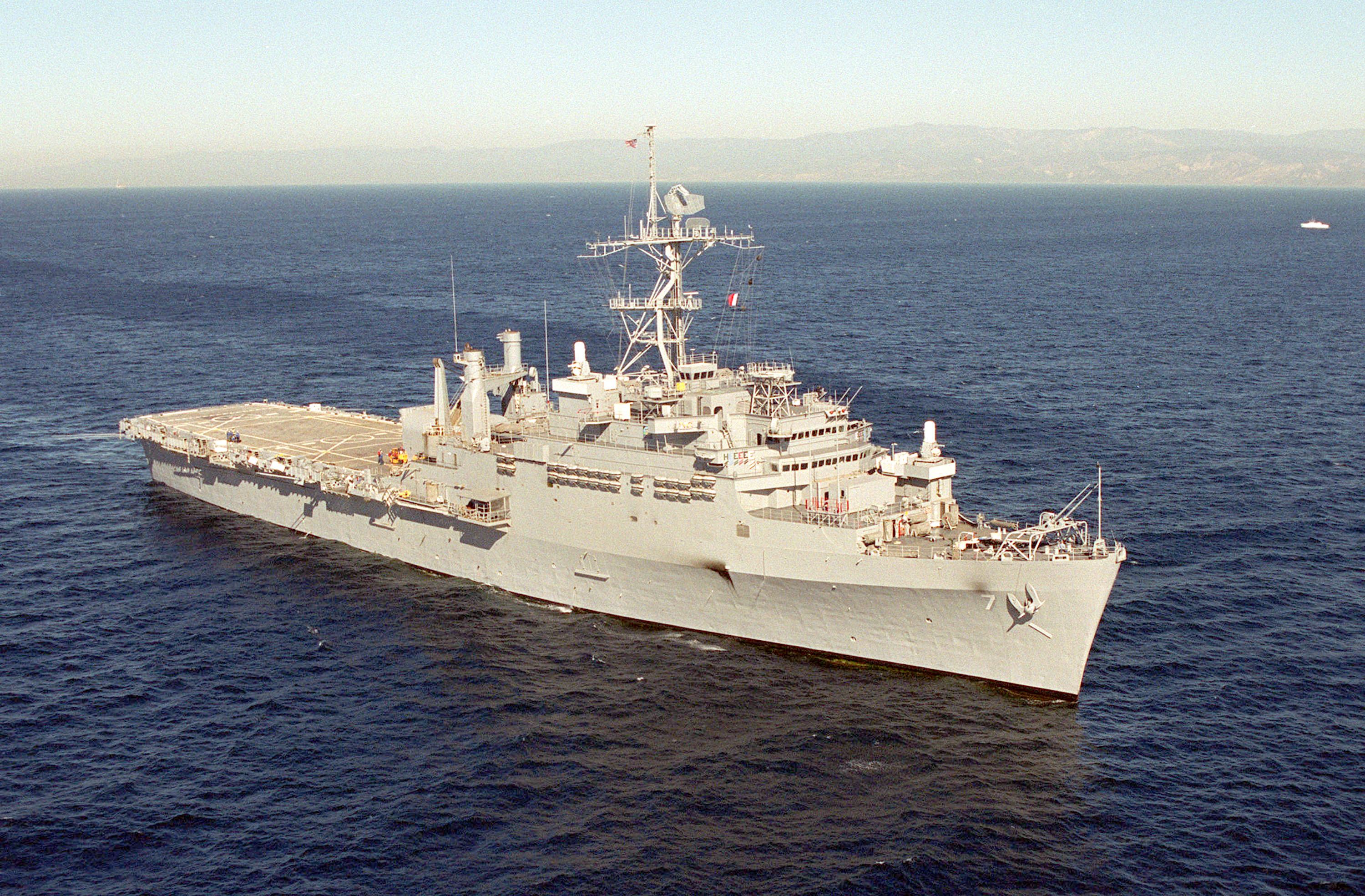
L'USS Cleveland à la mer.
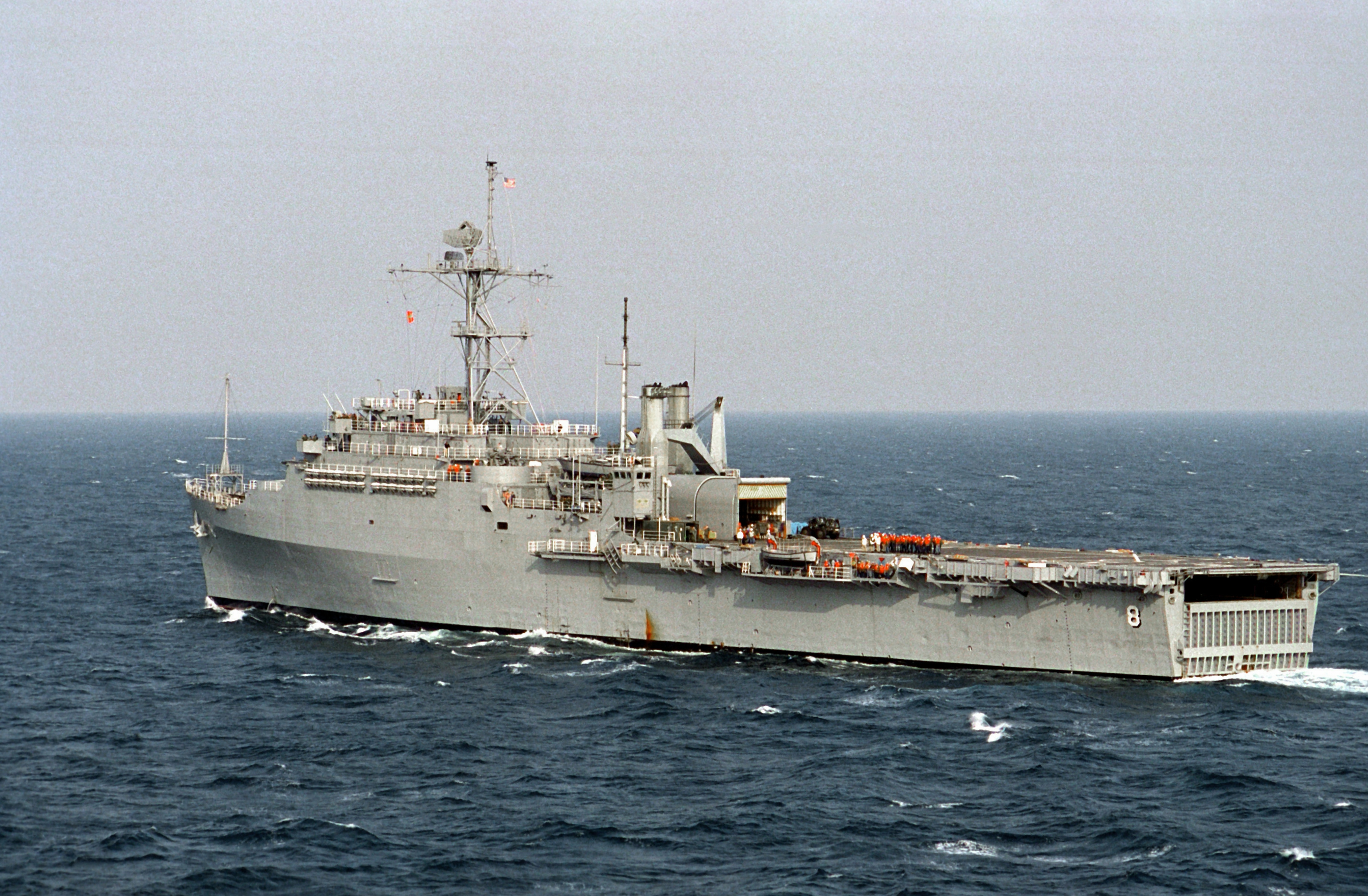
L'USS Dubuque à la mer (1998).
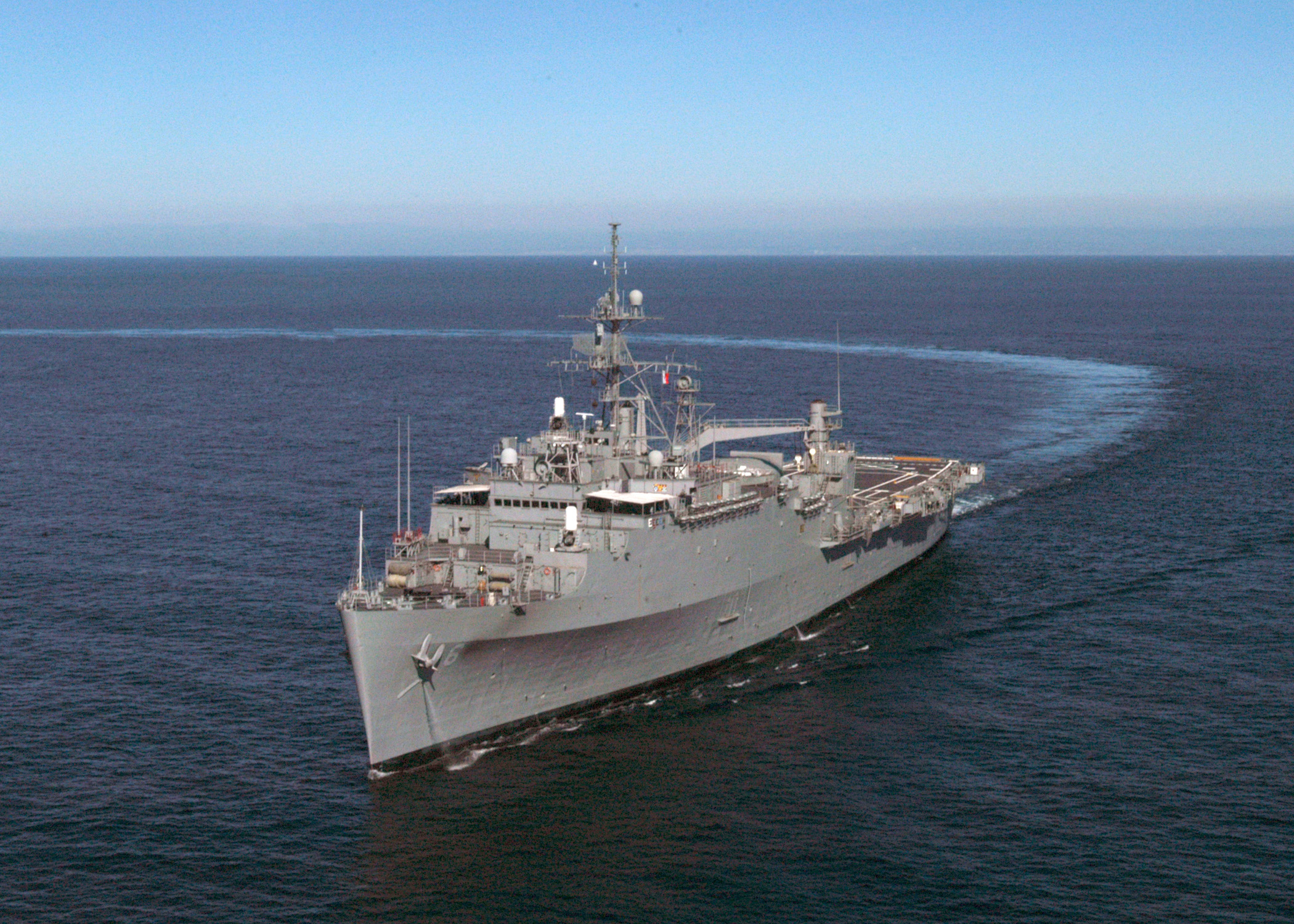
L'USS Duluth au large de San Diego (21 février 2004).
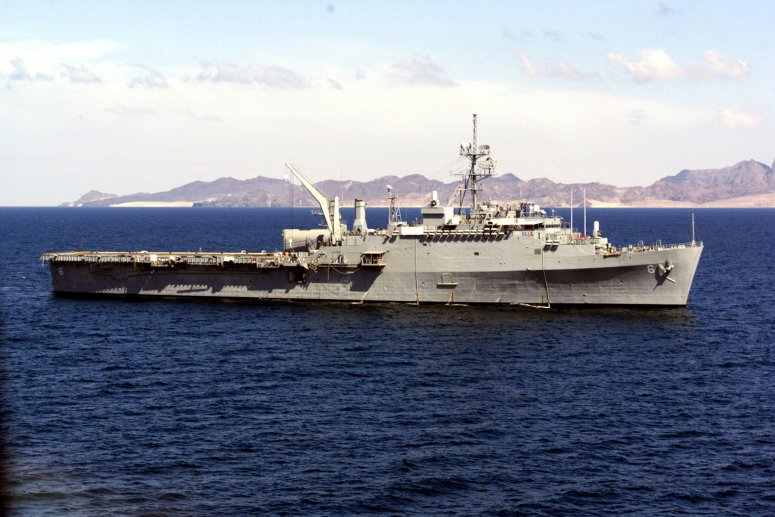
L'USS Duluth au large d'Aden (17 avril 2006).
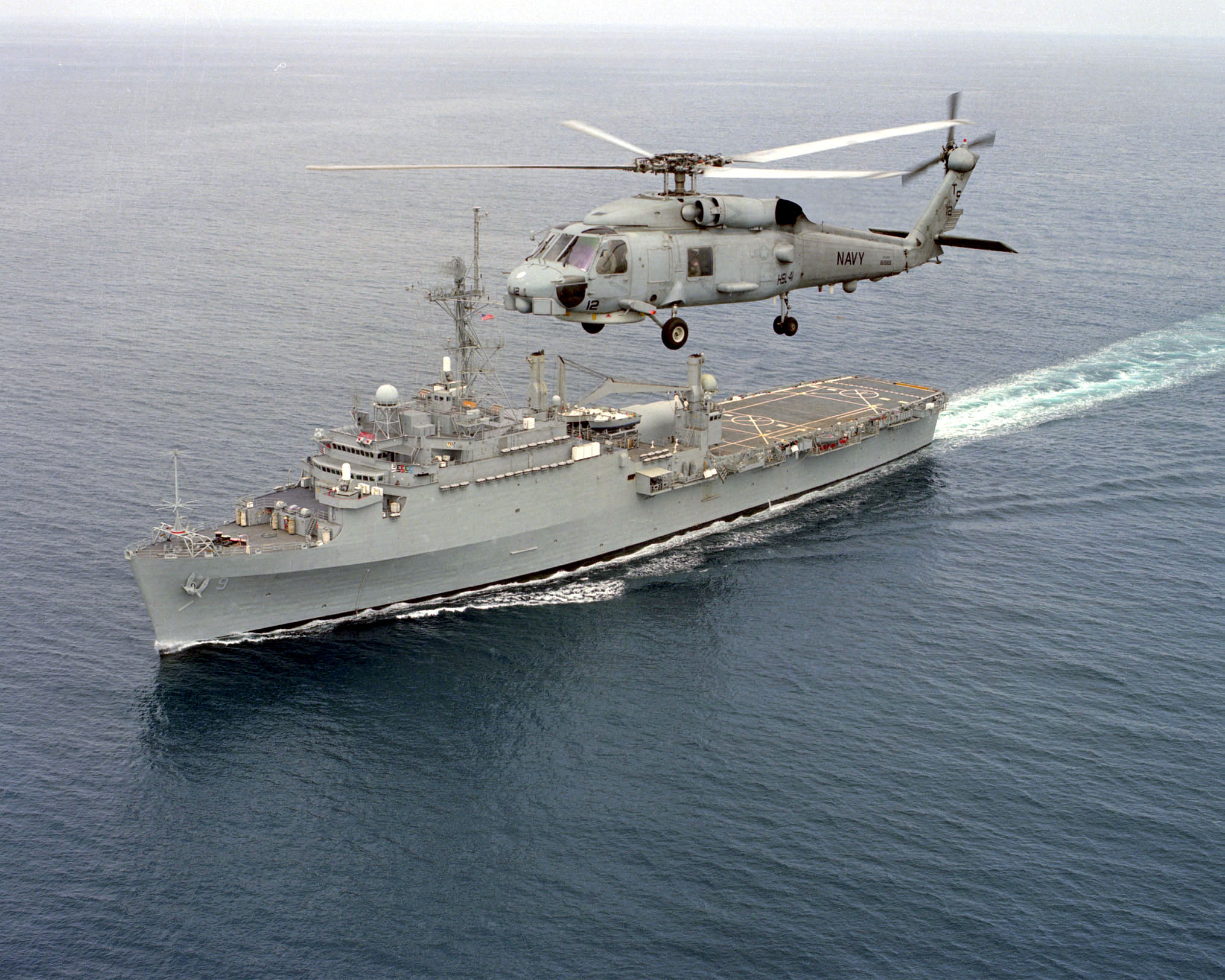
L'USS Denver survolé par un SH-60 Seahawk dans l'océan Pacifique (30 septembre 1997).
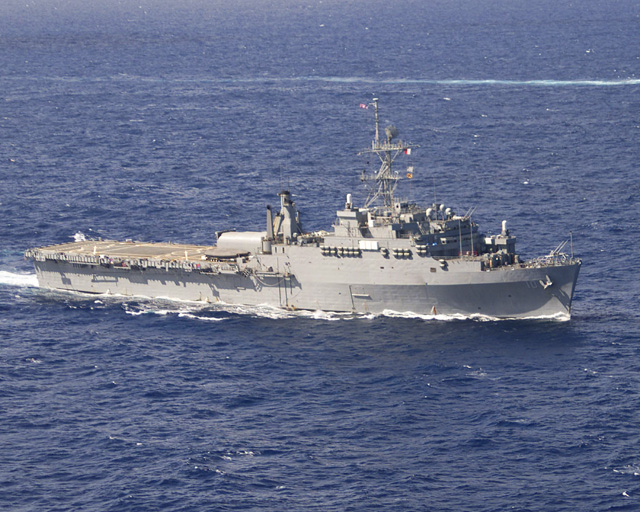
L'USS Juneau à la mer.
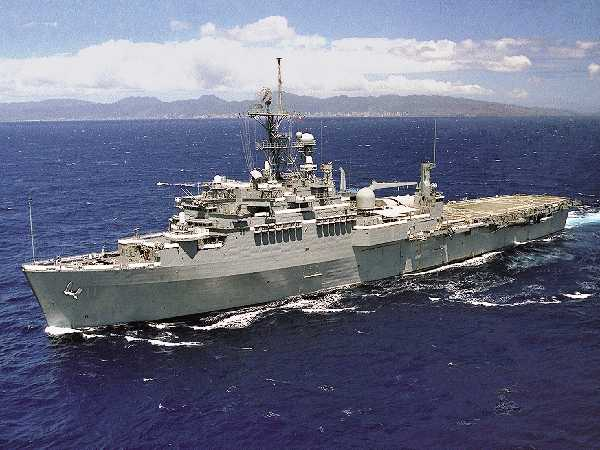
Le navire de commandement auxiliaire USS Coronado à la mer.
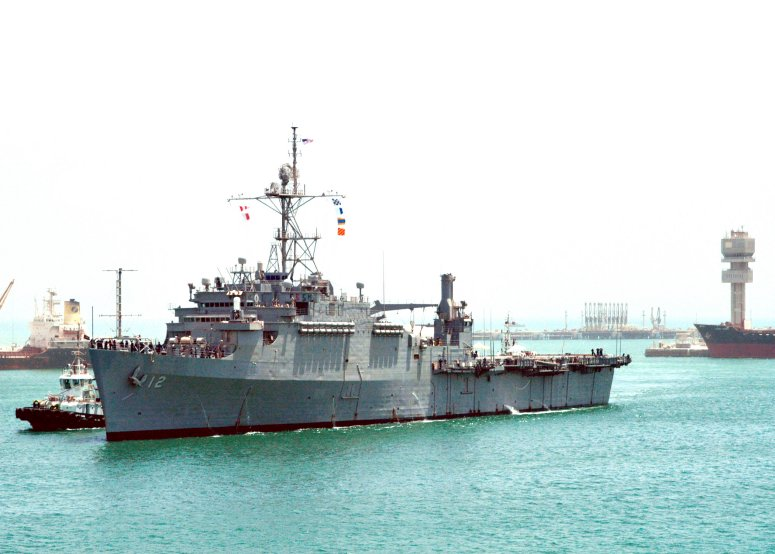
L'USS Shreveport quitte San Diego.
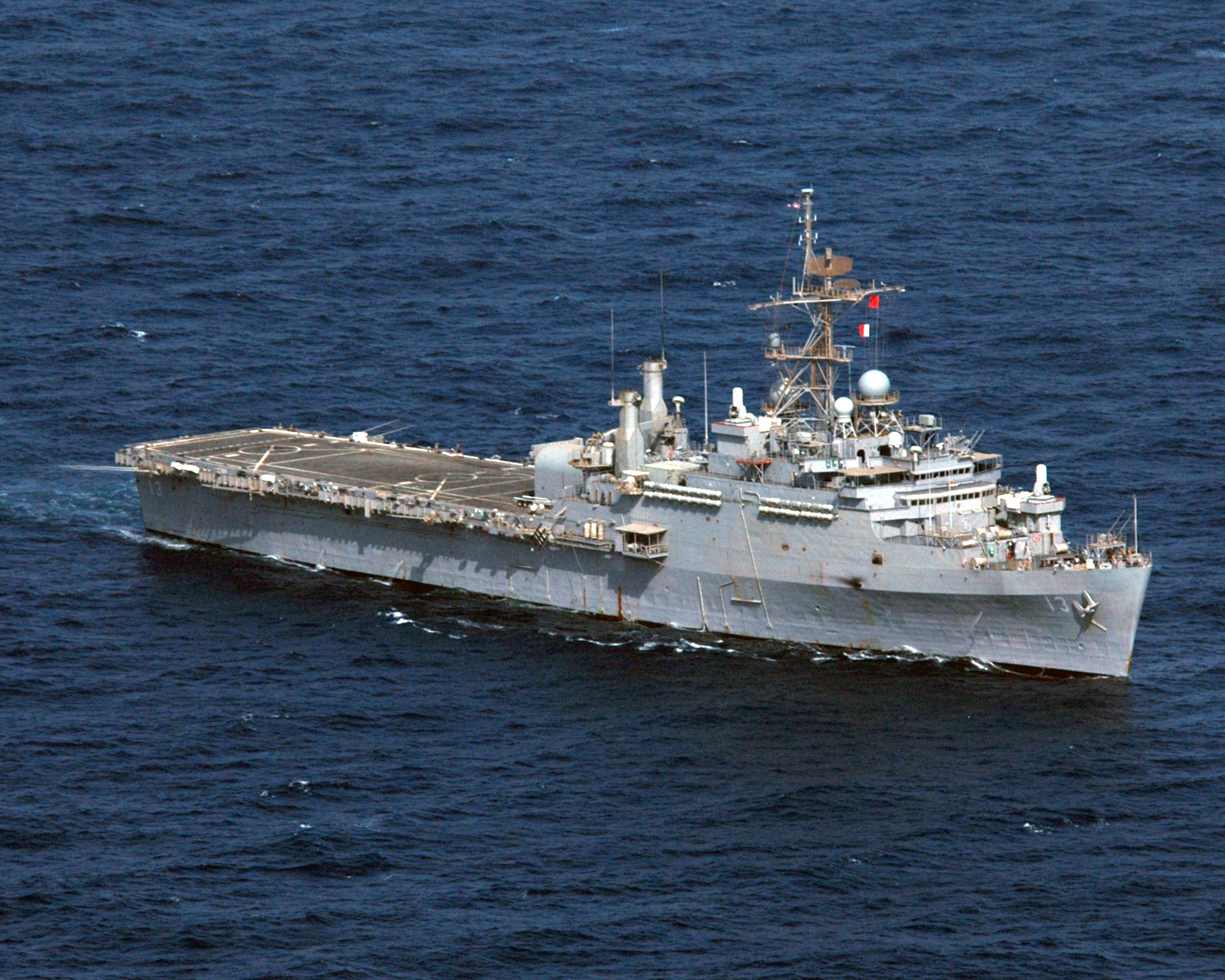
L'USS Nashville dans la mer d'Arabie (31 août 2006).
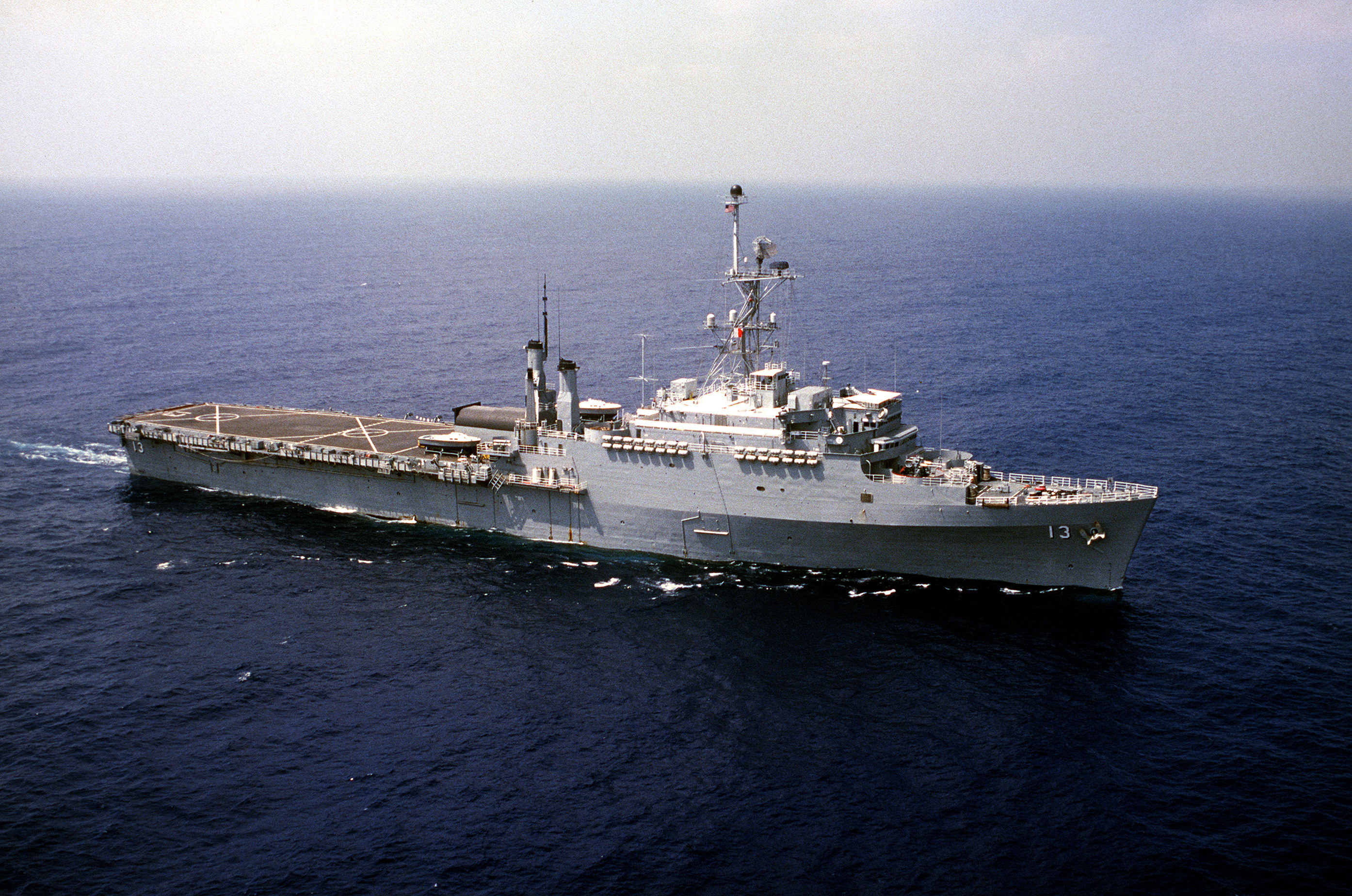
L'USS Nashville au large du Liban (1er décembre 1982).
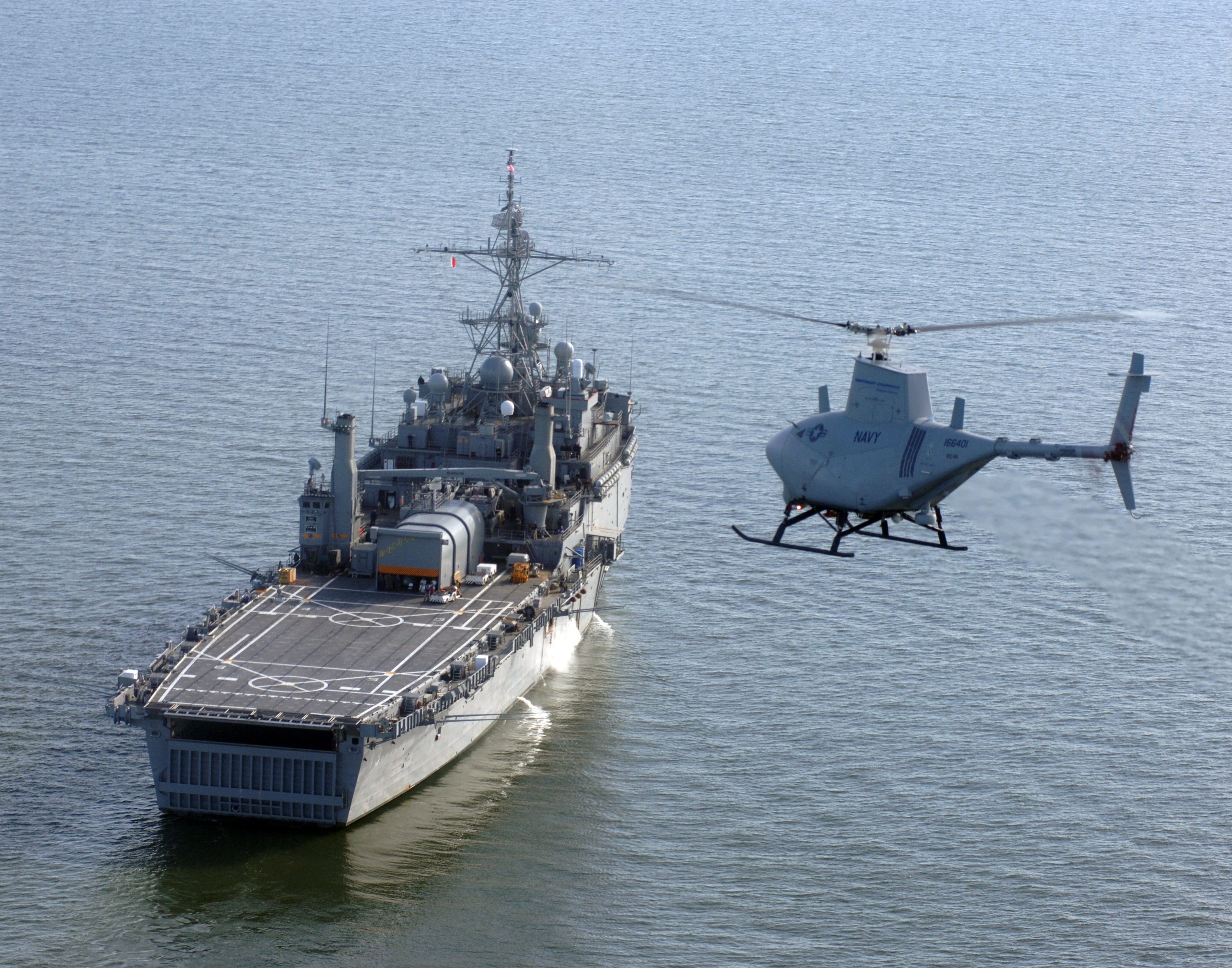
Un drone Fire Scout s'apprête à apponter sur l'USS Nashville dans l'océan Atlantique (17 janvier 2006).
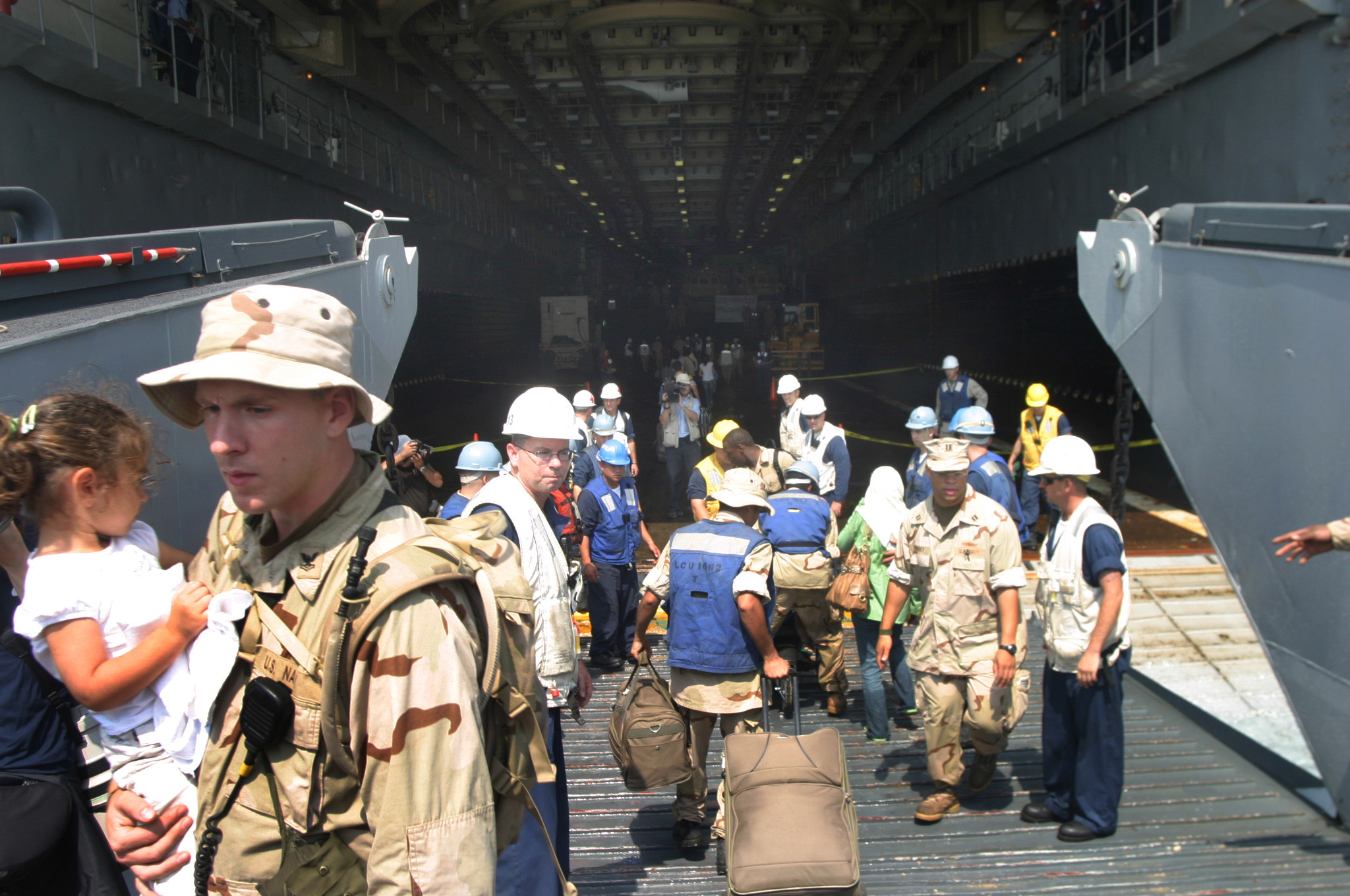
Un LCU de l'USS Nashville enradie des ressortissants américains à Beyrout (21 juillet 2006).
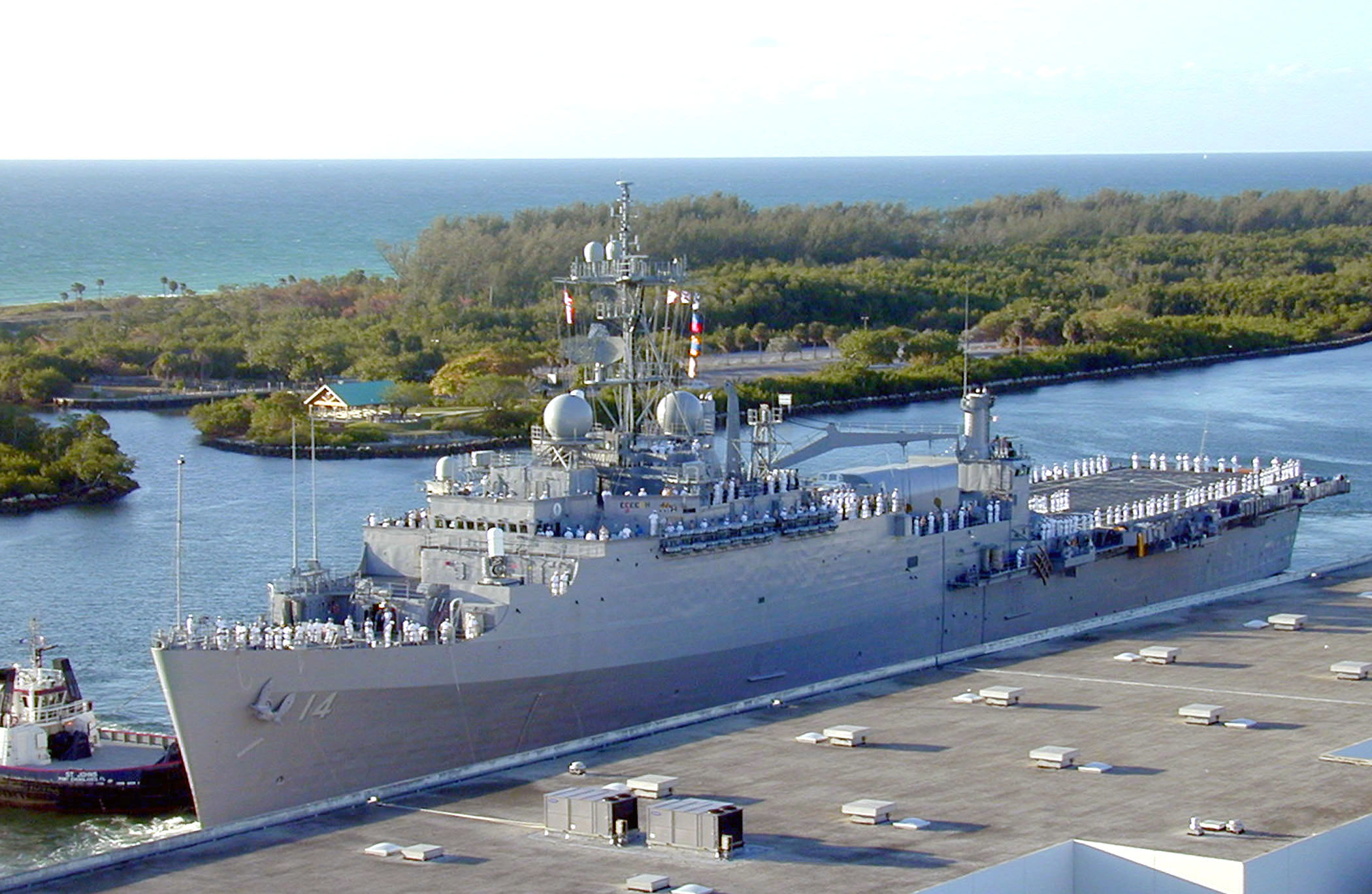
L'USS Trenton à quai à Port Everglades (26 avril 2004).